# Martin Štěpánek (herec)
Martin Štěpánek (11. ledna 1947 Praha – 16. září 2010 Praha) byl český herec, režisér, novinář a politik, syn herce Zdeňka Štěpánka.

## Život
Maturoval roku 1965, poté studoval herectví na DAMU. Účinkoval v Národním divadle v Praze, v Činoherním klubu v Praze a v letech 1977–1981 v Divadle na Vinohradech. Roku 1981 emigroval s manželkou Jaroslavou Tvrzníkovou a dětmi do Rakouska, odkud se po dvou letech přestěhovali do Německa. Zde působil v mnichovské redakci rádia Svobodná Evropa. Zpět do vlasti se vrátil roku 1994. Pro Svobodnou Evropu pracoval až do roku 2002, kdy byla zrušena česká sekce rádia. Byl vlastním bratrem herce Petra Štěpánka a po otci nevlastním bratrem herečky Jany Štěpánkové. Po otci byl také svobodným zednářem.
V podvečer 16. září 2010 se v pražském bytě zastřelil. Pochován je na mělnickém hřbitově Na Ráji.
Život Martina Štěpánka je zachycen v dokumentu z roku 2011 Chlap na toboganu.

## Politické působení
Od 4. září 2006 do 8. ledna 2007 působil ve funkci ministra kultury v první vládě Mirka Topolánka, jež poté, co nezískala podporu Poslanecké sněmovny Parlamentu České republiky, podala dne 11. října 2006 demisi.

## Divadelní role, výběr
- 1965 Josef Čapek, Karel Čapek: Ze života hmyzu, Posel, Národní divadlo, režie Miroslav Macháček
- 1968 Friedrich Dürrenmatt: Novokřtěnci, Heinrich Gresbeck, Národní divadlo, režie Miroslav Macháček (v roli Franze von Waldek vystoupil Zdeněk Štěpánek)
- 1968 Josef Kajetán Tyl: Strakonický dudák, Švanda, Národní divadlo, režie Jaromír Pleskot
- 1968 Karel Čapek: Bílá nemoc, syn, Tylovo divadlo, režie Evžen Sokolovský
- 1969 William Shakespeare: Macbeth, Malcolm, Tylovo divadlo, režie Jaromír Pleskot
- 1969 Karel Čapek: Loupežník, titul. role, Národní divadlo, režie Rudolf Hrušínský
- 1971 William Shakespeare: Jindřich V., Vévoda z Bedfordu, Bates, Národní divadlo, režie Miroslav Macháček
- 1972 William Shakespeare: Othello, Roderigo, Národní divadlo, režie Václav Hudeček
- 1973 Maxim Gorkij: Děti slunce, Nazar Avdějevič, Národní divadlo, režie Jan Kačer
- 1973 William Shakespeare: Zkrocení zlé ženy, Hortensio, Tylovo divadlo, režie Václav Hudeček
- 2001 F. M. Dostojevskij: Idiot, Generál Jepančin, Stavovské divadlo, režie Ivo Krobot

## Filmografie

### Filmy
- Obžalovaný (1964)
- Alibi na vodě (1965)
- Šerif za mrežami (1965)
- Každý mladý muž (1965)
- Objížďka (1968)
- Flirt se slečnou Stříbrnou (1969) – role: redaktor Hartman
- Čtyři vraždy stačí, drahoušku (1970)
- Svatá hříšnice (1970)
- Pět mužů a jedno srdce (1971)
- Tajemství velikého vypravěče (1971)
- Vlak do stanice Nebe (1972)
- Dny zrady (1973)
- Princ Chocholouš (1974)
- Sokolovo (1974)
- Proč nevěřit na zázraky (1977)
- Passage (1996)
- Královský slib (2001)
- Jménem krále (2009)
- Jseš mrtvej, tak nebreč (2010)

### Seriály
- Hříšní lidé města pražského (1968)
- Tajemství proutěného košíku (1978)
- 30 případů majora Zemana, díl Rukojmí v Bella Vista (1978)
- Na lavici obžalovaných justice (1998)
- Pojišťovna štěstí (2004)
- Letiště (2006)